# Collasuyu

Estendard del Collasuyo.

Collasuyu (quítxua Qulla Suyu, país colla) o Kollasuyu, fou el suyu més austral de l'Imperi Inca, el més gran dels seus territoris. S'estenia al sud del Cusco, Perú, fins a les riberes del riu Maule, al sud de l'actual Santiago de Xile, i des de les costes del Pacífic fins a les planades de Santiago del Estero, a l'actual Argentina.
El centre neuràlgic del Collasuyu estava situat a l'altiplà peruà-bolivià, entorn del llac Titicaca, una de les regions més densament poblades dels Andes des de temps de l'estat Tiahuanaco. El nom Collasuyo prové dels habitants aimara-parlants d'una sèrie de regnes independents de l'altiplà del Titicaca amb forts llaços culturals, que eren coneguts pels inques sota el nom genèric de collas degut al fet que el Regne Colla, al voltant del marge nord del Titicaca, era per als inca el més significatiu d'aquests regnes en l'època de l'inici de la gran expansió territorial de l'Imperi Inca.
En l'actualitat, el nom ha estat usat per determinats moviments nacionalistes indígenes bolivians per a referir-se a la República de Bolívia o a la seva regió andina de majoria indígena.